# Mollejon Creek
Mollejon Creek är ett vattendrag i Belize.   Det ligger i distriktet Cayo, i den centrala delen av landet, 40 km sydväst om huvudstaden Belmopan.
I omgivningarna runt Mollejon Creek växer i huvudsak städsegrön lövskog. Runt Mollejon Creek är det glesbefolkat, med 10 invånare per kvadratkilometer.